# Theópetra
Theópetra är en ort i Grekland.   Den ligger i prefekturen Trikala och regionen Thessalien, i den centrala delen av landet, 260 km nordväst om huvudstaden Aten. Theópetra ligger 170 meter över havet och antalet invånare är 664.
Terrängen runt Theópetra är kuperad åt nordväst, men åt sydost är den platt. Runt Theópetra är det ganska glesbefolkat, med 21 invånare per kvadratkilometer. Närmaste större samhälle är Trikala, 15,0 km sydost om Theópetra. Trakten runt Theópetra består till största delen av jordbruksmark.